# Pension Maps
Pension Maps sind grafische Darstellungen von Systemen der Alterssicherung.

## Beteiligte
Die Leitung des Projekts liegt beim Max-Planck-Institut für Sozialrecht und Sozialpolitik, das auch Idee und Konzept hierfür entwickelt hat. Für die Erstellung der einzelnen Pension Maps arbeitet das Institut mit Sozialrechtsexperten aus vielen Ländern zusammen.

## Forschungsprojekt
In dem Forschungsprojekt Pension Maps untersuchen die Wissenschaftler die rechtlichen Grundlagen der Alterssicherung in über 30 Staaten. Ziel ist ein systematischer rechtlicher Überblick über die Institutionenlandschaft der nationalen Alterssicherung in Form einer groß angelegten ländervergleichenden Analyse. Enthalten sind darin die gesetzlichen Rentenversicherungen, die berufsständischen Versorgungswerke, die private Zusatzvorsorge sowie staatliche steuerfinanzierte Leistungen.
Herzstück des Projekts ist die graphische Darstellung der nationalen Alterssicherungssysteme in jeweils einer Grafik – der Pension Map. Sie zeigt unter anderem, wie die Alterssicherung in einem Land organisiert ist, welche Sicherungsfunktion die verschiedenen Teile des Systems haben und wer Zugang zu einer Zusatzversorgung hat. Ausgegangen wird von einer Person, die im Jahr 2020 ins Berufsleben und damit als Beitragszahler in das Alterssicherungssystem eintritt.
Zu jeder Pension Map gibt es neben einer kurzen allgemeinen Zusammenfassung tabellarische Übersichten über die wichtigsten institutionellen Merkmale, Finanzierungsmechanismen, Anspruchsvoraussetzungen und Leistungen. Zusätzlich herangezogene Daten informieren zudem darüber, wie groß der Anteil der Bevölkerung im erwerbsfähigen Alter ist und auf welcher Höhe sich das durchschnittliche Rentenniveau in einem Land im Vergleich zum Durchschnitt in Europa und der OECD bewegt.

## Methode
Um die Vergleichbarkeit zu gewährleisten, wurde für die Darstellung der Rentensysteme eine eigene Systematik entwickelt, die folgende Kategorien umfasst:
- Rechtsform: Rechtsgrundlage des Altersversorgungssystems und Organisationsform, die durch das Rechtsverhältnis zwischen Einrichtung (z. B. gesetzliche Rentenversicherung) und Versichertem bzw. Leistungsempfänger bestimmt wird.
- Funktion: sozialpolitische Ziele der Leistungen wie Mindestsicherung, Regelversorgung und Zusatzversorgung.
- Zugangsberechtigung: Kategorien von Personen im erwerbsfähigen Alter, die in ein Rentensystem eintreten können oder müssen.
- Art der Zugehörigkeit: Pflichtmitgliedschaft, freiwillige Teilnahme und andere Formen wie die automatische Zugehörigkeit mit der Möglichkeit des Opt-out.
- Bedürftigkeitsprüfung: Mindestsicherungssysteme mit einer Art „Bedürftigkeitsprüfung“, die auf dem Einkommen, dem Vermögen und/oder den Rentenleistungen basiert, und Mindestsicherungssysteme mit einer strengen „Rentenprüfung“, der ausschließlich die Rentenleistungen zugrunde liegen.
- Finanzierungsarten: umlagefinanzierte Systeme und (ganz oder teilweise) kapitalgedeckte Systeme.
- Finanzierungsquellen: Finanzierung des Systems aus (Versicherungs-)Beiträgen oder aus dem allgemeinen Staatshaushalt.

## Länder
Pension Maps werden für die Alterssicherungssysteme der folgenden Länder erstellt:
Belgien, Brasilien, Bulgarien, Dänemark, Deutschland, Estland, Finnland, Frankreich, Griechenland, Großbritannien, Irland, Italien, Kroatien, Lettland, Litauen, Niederlande, Norwegen, Österreich, Polen, Portugal, Rumänien, Russland, Schweden, Serbien, Slowenien, Slowakei, Spanien, Tschechische Republik, Türkei, Ungarn, VR China und Zypern.

## Ergebnisse
Die Pension Maps sollen der Information für alle sozialpolitisch Interessierten dienen. Sie können mithilfe der Grafiken die Altersversorgung verschiedener Länder auf einen Blick miteinander vergleichen. Die Ergebnisse zeigen neben der Organisation der Rentensysteme und den Möglichkeiten des Zugangs beispielsweise auch auf, welche Maßnahmen eine Mindestsicherung gewährleisten und wie sich Niveau und Form der Alterssicherung zwischen Bevölkerungsgruppen unterscheiden.
Eine Open-Access-Strategie ermöglicht den uneingeschränkten Zugang zu den Ergebnissen. Die erste Welle an Ländern wurde im Frühjahr 2021 auf der Homepage des Max-Planck-Instituts für Sozialrecht und Sozialpolitik sowie in einem elektronischen Bericht veröffentlicht.